# 李娥妍
李娥妍（韓語：이아연，2000年6月13日—），韓國女藝人台灣女子團體幻藍小熊的成員之一，是團內唯一的韓國人，以充滿力量感的嗓音、穩定的舞台表現與精湛的舞蹈實力。在團體中擔任主唱。

## 早年生活
娥妍於2000年6月13日出生於韓國京畿道，為家中長女，下有一位弟弟、一位妹妹
她自幼對音樂充滿熱忱，曾參加學校合唱團。
她最初加入 Blue Fox Entertainment，並在團體Blue Fox的後期階段作為成員參與了相關培訓及活動。然而，該公司於2022年因疫情影響而倒閉，導致她的演藝生涯暫時中斷。
在此之後，娥妍加入 SL Studio 旗下的舞蹈團體LUNAREX，並在團內擔任舞者，專注於提升自己的舞蹈技巧。這段經歷讓她進一步磨練了舞台表現力與團隊合作能力。隨後，她的才華受到前公司音樂老師的引薦，成功加入天空娛樂，並於2023年成為女子音樂組合GENBLUE 幻藍小熊的成員，重新展開演藝事業。娥妍在成為幻藍小熊一員出道前，當了大約4年的練習生。

## 音樂生涯

### 出道與選秀節目
2023年，娥妍與GENBLUE幻藍小熊的其他成員一同參加選秀節目《未來少女》的錄製，展現了驚人的實力。在節目九個賽制中，團體獲得了六次冠軍的佳績，迅速累積人氣。
同年11月，娥妍隨團體發行首張專輯《FOR YOU》，於台灣正式出道。該專輯收錄了多首深受粉絲喜愛的曲目，並展現了團體多元的音樂風格。

### 韓國出道與後續活動
2024年9月2日，GENBLUE幻藍小熊 發行韓文單曲 《COCOCO》，在韓國正式出道。她們登上了包括M Countdown、音樂銀行和人氣歌謠在內的多個大型音樂節目舞台，吸引了韓國樂迷的廣泛關注。

## 暱稱由來
娥妍的暱稱「阿勇」源於她的韓文名字音譯，由選秀節目《未來少女》的評審老師奕寬。

## 代表作品

### 團體作品
- 《For You》（2023年，專輯）
- 《Cococo》（2024年，單曲）
- 《Act like that》（2025年，專輯

## 外部連結
- 公司 Instagram
- 團體 Instagram
- 個人 Instagram
- 官方 YouTube 頻道